# ديفيد ليندن
ديفيد ليندن (بالإنجليزية: David Linden)‏ هو سياسي بريطاني، ولد في مايو 1990. حزبياً، نشط في الحزب القومي الاسكتلندي. في الانتخابات التشريعية البريطانية 2017، انتخب عضو برلمان المملكة المتحدة الـ57 عن دائرة غلاسكو الشرقية وقد انضم خلال فترته النيابية ‏ (8 يونيو 2017 – )  للكتلة البرلمانية الحزب القومي الاسكتلندي.